# Großmehring
Großmehring är en kommun och ort i Landkreis Eichstätt i Regierungsbezirk Oberbayern i förbundslandet Bayern i Tyskland.